# Stosunki polityczne
Stosunki polityczne – ogólne pojęcie na określenie relacji zachodzących we wspólnocie politycznej. Są one jednym z rodzajów stosunków społecznych, obejmując kontakty pomiędzy podmiotami politycznymi (instytucjami, państwami, obywatelami). Jako takie są obiektem badań socjologii i politologii.

## Stosunki polityczne wewnątrz państwa
Przybierają postacie:
- zwierzchnictwa – znamionują się stosunkiem nadrzędności podmiotów rządzących w stosunku do podmiotów podporządkowanych. Wola rządzących jest wolą panującą. Podlegli władzy politycznej są zobowiązani do przestrzegania norm powszechnie obowiązujących. Władza zwierzchnia może być demokratyczna wybieralna, a może by despotyczna, narzucana społeczeństwu. Stosunki polityczne zwierzchnictwa to stosunki podległości i zachowania się według reguł zwierzchności.
- podporządkowania – charakteryzują się stosunkiem podległości rządzonych w stosunku do rządzących.Wola rządzących i posłuch wobec nich liczy się w relacjach politycznych. Niepodporządkowanie pociąga za sobą konsekwencje wynikające z norm prawnych. Stosunki polityczne podporządkowania to stosunki wykonywania nakazu płynącego z ośrodków decydenckich.
- współpracy – wyrażają się w podejmowaniu działań i zachowań między podmiotami politycznymi, wyrażającymi wolę układania stosunków na ustalonych zasadach i dochowania podejmowanych zobowiązań.

Stosunki polityczne współpracy to stosunki przychylne między stronami i służące do osiągnięcia założonych celów.
- kompromisu – charakteryzują się zachowaniem podmiotów politycznych przejawiających wolę wzajemnych ustępstw w dochodzeniu do zasadniczego celu. Stosunki te odznaczają się wolą stron wyjścia naprzeciw dążeniom partnerów i ułożenia relacji możliwych do przyjęcia dla obu stron.
- walki – demonstrują się stosunkami działań i zobowiązań podmiotów nastawionych na ofensywność i naleganie na kontrpartnera w dojściu do swoich celów. W zachowaniach jest to postępowanie jednostronne z wolą wyłącznie realizacji własnego interesu i niedostrzegania podmiotu, na którego skierowane bywa ostrze walki. Osiągnięcie celów zakłada się poprzez pokonanie przeciwnika.

## Stosunki międzypaństwowe
charakteryzują się:
- współpracą
- rywalizacją
- walką

## Dualistyczny charakter stosunków politycznych
Dwoistość ta ma wyraz obiektywny wyrażający się w tym, że podmioty są wzajemne uzależnione w swym działaniu bez względu na ich poziom uświadomienia przyczyn i skutków tych zależności.
Jednocześnie mają wyraz subiektywny zasadzający się na tym, że od jakości uświadomienia sobie relacji między podmiotami zależy zakres i tempo oraz efektywność działań skierowanych na zdobycie dóbr zaspakajających potrzeby i interesy.

## Kwalifikacja stosunków politycznych
Wyróżnia się stosunki polityczne:
- trwałe
- konsesualne
- konfliktowe

Stosunki polityczne odzwierciedlają w sposób bezpośredni lub pośredni i zarazem warunkują różne procesy ekonomiczne, socjalne i kulturalne w wymiarze ogólnospołecznym, regionalnym, lokalnym i jednostkowym.

## Instytucjonalizacja stosunków politycznych
Stosunki polityczne podlegają instytucjonalizacji w postaci reglamentacji prawnej wytyczającej podstawy działania i ustanawiającej normy zachowania międzyludzkiego.
Działania przebiegają w ramach instytucjonalnych, czyli dozwolonych instytucji dochodzenia roszczeń ludzkich, a także w pozainstytucjonalnych sposobach wyrażania niezadowolenia z istniejących stosunków.
Stosunki polityczne mają dynamiczny charakter i podlegają stałym przekształceniom, wywołujących mniej lub bardziej głębokie zmiany systemu politycznego oraz usytuowania i wzajemnego oddziaływania podmiotów polityki.

## Stabilność i niestabilność stosunków politycznych
Stosunki polityczne mające względnie trwałe i stabilne instytucje władzy politycznej wykazują większą efektywność w zabezpieczaniu dóbr materialnych i duchowych. W tego rodzaju stosunkach rzadziej pojawiają się sprzeczności i konflikty oraz mają łagodniejszy przebieg.
Natomiast stosunki polityczne niestabilne odznaczają się wystąpieniem zaostrzonych sprzeczności na tle dążeń do zaspokojenia różnych potrzeb i zmiany położenia społecznego. Działania przebiegają w ramach instytucjonalnych.

## Literatura
- Artur Bodnar, Decyzje polityczne, Elementy teorii, Warszawa 1985.
- Robert Dahl, Demokracja i jej krytycy, Kraków 1995.
- Franciszek Ryszka, Nauka o polityce, Warszawa 1984.
- Franciszek Ryszka, O pojęciu polityki, Warszawa 1992.